# 阿波病院
阿波病院（あわびょういん）は、徳島県阿波市市場町市場にあるJA徳島厚生連運営の病院。

## 診療科
- 内科
- 小児科
- 外科
- 整形外科
- 耳鼻咽喉科
- 泌尿器科
- 放射線科